# Königshügel
Königshügel település Németországban, Schleswig-Holstein tartományban. Lakosainak száma 172 fő (2023. december 31.).

## Népesség
A település népességének változása:
| Lakosok száma | 156  | 159  | 162  | 168  | 177  | 176  | 172  |
|               | 1975 | 2014 | 2017 | 2019 | 2021 | 2022 | 2023 |